# Paul Reynolds
Paul Reynolds (Liverpool, 4 de agosto de 1962) é um guitarrista britânico mais conhecido por ter sido membro da banda de new wave A Flock of Seagulls na década de 1980. Ele é muito elogiado por ter um som de guitarra único que diferenciou a banda das outras de sua época.

## Carreira
Reynolds nasceu em Liverpool em 4 de agosto de 1962 e desde sempre gostou de tocar guitarra, mas em seu tempo livre gostava de escrever, desenhar e era um fotógrafo amador quando estava em sua adolescência. Paul entrou em uma banda local de Liverpool chamada Visual Aids, que não durou muito tempo, então algum tempo depois, aos seus dezessete anos, entrou na banda de new wave A Flock of Seagulls, alguns meses depois da banda ser formada, e veio para substituir o guitarrista original Willie Woo. A popularidade do grupo subiu no início da década de 1980 com o lançamento de "(It's Not Me) Talking" e em 1982 a canção "I Ran (So Far Away)" foi um hit nos Estados Unidos e no Reino Unido. A banda lançou A Flock Of Seagulls, álbum que teve muita influência na década de 1980 e inspirou várias outras bandas a mudarem seu estilo.
Quando Reynolds tinha vinte e um anos, a banda ganhou um Grammy Award por Melhor Performance de Rock Instrumental, conseguiu mais dois singles e fez uma turnê mundial. Reynolds, cuja "lavagem textural" contribuiu significativamente para o som do grupo, foi elogiado por seu "estilo de guitarra único", o que diferenciou A Flock of Seagulls de outras bandas da época.
Reynolds deixou a banda em 1984, depois do lançamento de The Story of a Young Heart, dois anos antes da banda acabar. Quando a banda foi reformada em 1988 pelo vocalista Mike Score, Reynolds e os membros remanescentes decidiram não retornar. Ele e os outros ex-membros, no entanto, reuniram-se com Score para mais uma performance em Londres em 2003 para o programa Bands Reunited, da VH1. Antes da performance, Reynolds foi perguntado sobre porque ele deixou a banda; ele afirmou que era muito jovem para o "estilo de vida rock 'n' roll" e que estava exausto de todas as performances.
Em 2018, Reynolds e os outros membros originais da banda se reuniram com Mike Score para gravar um álbum novo, o primeiro com a formação clássica completa desde 1984, intitulado Ascencion. O álbum traz as principais músicas da carreira da banda acompanhada pela Orquestra Filarmônica de Praga. Em 2019, Reynolds se reúne novamente com seus antigos companheiros de música para gravar um álbum chamado de Inflight (The Extended Essentials).
No iníco do ano de 2020 Paul Reynolds sofreu um AVC e foi internado no hospital, atualmente ele está em recuperação fazendo fisioterapias diárias para poder voltar a ativa.

## Equipamento
Reynolds usou várias guitarras, incluindo a famosa Kramer XL-5 de 1980, usada principalmente para apresentações entre 1980 e 1984. Sua XL-5 era uma guitarra de corpo de madeira com formato único e braço em alumínio com inserções de madeira.
Outra guitarra que se destacou foi sua Gibson Firebird V vermelha com branco, frequentemente usada ao vivo para tocar músicas como Wishing (If I Had a Photograph You), ela foi usada nos clipes de Wishing, Space Age Love Song e The More You Live The More You Love.
Paul foi visto recentemente tocando duas Fender Stratocasters diferentes, uma preta que foi usada no clipe Transfer Affection, que ele também tocou ao vivo durante as turnês de retorno da banda em 2004 e a outra com acabamento em madeira no clipe de Space Age Love Song com a Orquestra Filarmônica de Praga em 2018.
Reynolds também tinha uma guitarra sintetizada Roland G-808 com acabamento em madeira que foram usada exclusivamente para as canções What Am I Supposed To Do e Over The Border.
Mais duas guitarras icônicas que Paul usou durante suas turnês ao lado do A Flock Of Seagulls foram uma Fender Telecaster Black and Gold especial de 1981, que pode ser vista no clipe de Never Again (The Dancer) e uma Vantage Avenger azul que foi usada em programas e TV.
Entre seus equipamentos temos também um amplificador Roland Jazz Chorus-120 usado nas turnês durante a década de 1980 e uma Marshall Lead 100 Mosfet usada no clipe Space Age Love Song em com Orquestra em 2018.
Para as execuções de músicas instrumentais como D.N.A. Reynolds usava um ProCo The Rat em suas apresentações, esse pedal de distorção foi muito utilizado quando Reynolds estava na banda em 1979 e 1984.
Paul tinha também seus equipamentos de estúdio que muitas vezes eram usados em shows, entre eles temos os Roland RE-501 Chorus Echo e Roland Chorus Echo SRE-555 que foram usados nos três primeiros álbuns da banda.
Quando retornou para a banda no início dos anos 2000, Paul usava em sua Stratocaster os captadores Lace Sensor Red, Silver, Blue Pickup Set.
Um dos acessórios de efeitos mais famosos usados por Reynolds foram o Ebow Sound Heet, que era usado para fazer harmônicos e sustenidos sem fim, Reynolds fez diversos solos com este acessório, como nas músicas, Wishing (If I Had a Photograph You), Nightmares, The Fall, Don't Ask Me, European (I Wish I Was) e entre outras canções, todas essas executadas ao vivo.

## Estilo musical
Por conta do estilo musical único de Paul Reynolds, a banda A Flock Of Seagulls se diferenciou muito de diversas outras bandas da época, por conta de seu estilo, ele moldou e definiu muito de como seria o dance music, o pop contemporâneo e a música eletrônica dos dias atuais, criando dezenas de canções muito memoráveis e que fizeram sua banda se tornar um marco para a história da música e da década de 1980.

## Discografia
Com A Flock of Seagulls
- A Flock Of Seagulls (1982)
- Listen (1983)
- The Story of a Young Heart (1984)
- Ascension (2018)
- String Theory (2021)